# Ipolyt (Chylko)
Ipolyt (světským jménem: Olexij Olexijovyč Chylko; * 10. května 1955, Kramatorsk) je ukrajinský duchovní Ukrajinské pravoslavné církve a emeritní biskup chustský a vynohradivský.

## Život
Narodil se 10. května 1955 v Kramatorsku.
Studoval na Slovjanské průmyslové škole a Charkovském polytechnickém institutu.
Roku 1979 nastoupil na Moskevský  duchovní seminář a poté na Moskevskou duchovní akademii.
Byl poslušníkem Trojicko-sergijevské lávry a poté monastýru Danilov. Byl postřižen monacha se jménem Ipolyt. Roku 1988 byl poslán do Ruské duchovní misie v Jeruzalémě.
Po svém návratu byl roku 1989 jmenován blagočinným monastýru Danilov. V lednu 1990 se stal představeným monastýru.
Dne 14. července 1992 byl zvolen biskupem bilocerkvenským a vikářem kyjevské eparchie. Dne 16. srpna stejného roku proběhla jeho biskupská chirotonie.
Dne 25. srpna 1992 se stal představeným Kyjevskopečerské lávry.
Dne 8. prosince 1992 byl ustanoven biskupem doněckým a slavjanským. Od roku 1994 nesl titul doněcký a mariupolský.
Dne 30. března 1996 Svatý synod Ukrajinské pravoslavné církve  vydal varování, aby se zdržel zakazovat sloužit kněžím a odmítal poskytnout laikům svaté přijímání. Dne 3. května 1996 mu bylo zakázáno tři roky sloužit.
Dne 30. března 1999 se stal biskupem tulčynským a braclavským.
Dne 22. listopadu 2006 byl převeden na chustskou katedru.
Opakované veřejně vystupoval proti rozdělení Ukrajinské pravoslavné církve a Ruské pravoslavné církve, proti ekumenismu a globalizaci.
Dne 14. prosince 2007 byl Svatým synodem Ukrajinské pravoslavné církve penzionován. Jako místo pobytu mu byla určena Svatohorská lávra. Penzionován byl za destruktivní činnost.
Podle biskupa Olexandra (Drabynka), který je považován za jednoho z iniciátorů jeho odvolání, biskup Ipolyt požehnal vlasteneckým a antiekumenickým kněžím, aby sloužili v jiných eparchiích, a tím porušil kanonické normy.
Na zasedání Synodu dne 11. listopadu 2008 byla proti němu vznesena např. tyto obvinění; distribuce knih a videomateriálů s propagandou „obřadu národního pokání“, podpora myšlenek svatořečení cara Ivana Hrozného a Grigorije Rasputina, kázání o nedůvěře k církevní hierarchii, pomlouvání patriarchy moskevského Sergije či propaganda chybné eschatologie. Dne 22. listopadu učinil pokání.